# Mangelia paciniana
Mangelia paciniana is een slakkensoort uit de familie van de Mangeliidae. De wetenschappelijke naam van de soort is voor het eerst geldig gepubliceerd in 1839 door Calcara.